# Bahnstrecke Eisenach–Lichtenfels
| | |                                                            |                                                            |
| Streckennummer (DB): | 6311 |                                                            |                                                            |
| Kursbuchstrecke (DB): | 575 (Eisenach – Meiningen) 569 (Meiningen – Eisfeld) 820 (Sonneberg – Lichtenfels) |                                                            |                                                            |
| Kursbuchstrecke: | 165 (1934) 164e (Coburg – Ebersdorf bei Coburg 1934) 165e (Coburg – Creidlitz 1934) 418p (Görsdorf (Thür) – Lichtenfels 1946) 418q (Coburg – Ebersdorf (b Coburg) 1946) 418s (Coburg – Creidlitz 1946) |                                                            |                                                            |
| Streckenlänge: | 151 km |                                                            |                                                            |
| Spurweite: | 1435 mm (Normalspur) |                                                            |                                                            |
| Streckenklasse: | Eisenach–Grimmenthal: CM4, Grimmenthal–Eisfeld: CE, Coburg–Lichtenfels: D4 |                                                            |                                                            |
| Stromsystem: | Coburg–Lichtenfels: 15 kV 16,7 Hz ~ |                                                            |                                                            |
| Streckengeschwindigkeit: | 100 km/h |                                                            |                                                            |
| Zweigleisigkeit: | Coburg Gbf – Creidlitz ehemals: Eisenach – Bad Salzungen Schwallungen – Wasungen Meiningen – Grimmenthal Coburg – Coburg Gbf                                                                           |                                                            |                                                            |
| | |                                                            |                                                            |
| \| \| \| von Halle (Saale) Hbf \| \| \| \| 0,00 \| Eisenach Hbf \| 222,52 m \| \| \| \| nach Bebra \| \| \| \| 3,88 \| Höpfen (Bk) \| 258,50 m \| \| \| 6,19 \| Förthaer Tunnel (549 m) \| Förthaer Tunnel (549 m) \| \| \| \| \| \| \| \| 7,91 \| Förtha (Kr Eisenach) bis 1946: Epichnellen (Wilhelmsthal) \| 301,19 m \| \| \| \| \| \| \| \| \| nach und von Gerstungen \| \| \| \| 13,12 \| Marksuhl \| 291,68 m \| \| \| 17,03 \| Ettenhausen \| 280,22 m \| \| \| 20,01 \| Oberrohn \| 264,93 m \| \| \| \| Werra (66 m) \| \| \| \| \| nach Vacha \| \| \| \| 24,49 \| Posten Leimbach-Kaiseroda (bis 2011) \| Posten Leimbach-Kaiseroda (bis 2011) \| \| \| \| von Vacha \| \| \| \| \| von Güterzentrum Merkers \| \| \| \| 26,74 \| Bad Salzungen \| 241,94 m \| \| \| 31,29 \| Immelborn (Keilbahnhof) \| 249,03 m \| \| \| \| nach Bad Liebenstein \| \| \| \| 36,85 \| Breitungen (Werra) (bis 2000 Bf) \| Breitungen (Werra) (bis 2000 Bf) \| \| \| \| Trusebahn nach Trusetal (Schmalspur) \| \| \| \| 41,35 \| Wernshausen (Keilbahnhof) \| 257,71 m \| \| \| \| nach Zella-Mehlis \| \| \| \| 44,99 \| Schwallungen \| 264,16 m \| \| \| 48,52 \| Wasungen (+Bk) \| 277,42 m \| \| \| \| Werra (80 m) \| \| \| \| 54,94 \| Walldorf (Werra) \| 280,80 m \| \| \| 56,5 \| Kohleverladung (bis 1991) \| Kohleverladung (bis 1991) \| \| \| 60,59 \| Meiningen \| 299,19 m \| \| \| \| nach Ritschenhausen \| \| \| \| 65,14 \| Untermaßfeld \| 302,20 m \| \| \| \| von Ritschenhausen \| \| \| \| 67,79 \| Grimmenthal \| 301,90 m \| \| \| \| nach Zella-Mehlis \| \| \| \| \| Talbrücke Werratal (Bundesautobahn 71) \| \| \| \| 74,24 \| Vachdorf \| 316,53 m \| \| \| 81,26 \| Themar \| 330,81 m \| \| \| \| nach Plaue \| \| \| \| 87,18 \| Reurieth \| 368,65 m \| \| \| \| Werra \| \| \| \| 93,28 \| Hildburghausen \| 372,00 m \| \| \| \| nach Lindenau (Schmalspur) \| \| \| \| \| Werra \| \| \| \| 100,73 \| Veilsdorf \| 391,14 m \| \| \| 104,53 \| Harras \| 414,70 m \| \| \| \| Talbrücke Werratal (Bundesautobahn 73) \| \| \| \| \| Werrabrücke \| \| \| \| \| nach Schönbrunn (Schmalspur) \| \| \| \| 108,29 \| Eisfeld \| 438,66 m \| \| \| \| nach Sonneberg \| \| \| \| \| \| \| \| \| \| Landesgrenze Thüringen / Bayern ehem. Innerdeutsche Grenze \| \| \| \| \| \| \| \| \| 114,68 \| Görsdorf \| 402,20 m \| \| \| 119,64 \| Tiefenlauter \| 378,25 m \| \| \| 125,14 \| Esbach \| 331,00 m \| \| \| \| von Sonneberg \| \| \| \| \| von Bad Rodach \| \| \| \| 130,11 \| Coburg \| 295,38 m \| \| \| 131,80 \| Coburg Gbf \| 290,40 m \| \| \| \| Itz \| \| \| \| 134,77 \| Creidlitz (ab 1900) \| 286,87 m \| \| \| \| Itzgrundbahn nach Rossach \| \| \| \| 135,4 \| Niederfüllbach (bis 1900) \| Niederfüllbach (bis 1900) \| \| \| 135,6 \| Verbindungskurve Niederfüllbach \| Verbindungskurve Niederfüllbach \| \| \| 136,6 \| Füllbachtalbrücke (NBS Ebensfeld–Erfurt) \| Füllbachtalbrücke (NBS Ebensfeld–Erfurt) \| \| \| 138,07 \| Grub am Forst \| 303,99 m \| \| \| 139,8 \| Füllbachtalbrücke (Bundesautobahn 73) \| Füllbachtalbrücke (Bundesautobahn 73) \| \| \| 141,15 \| Ebersdorf (b Coburg) \| 323,31 m \| \| \| \| nach Neustadt (b Coburg) \| \| \| \| 145,60 \| Seehof \| 285,45 m \| \| \| 148,25 \| Schney \| 276,45 m \| \| \| \| Main \| \| \| \| \| von Hof Hbf \| \| \| \| 150,90 \| Lichtenfels \| 263,00 m \| \| \| \| nach Bamberg \| \| | |                                                            |                                                            |
| Strecke | | von Halle (Saale) Hbf                                      | von Halle (Saale) Hbf                                      |
| Bahnhof | 0,00 | Eisenach Hbf                                               | 222,52 m                                                   |
| Abzweig geradeaus und nach rechts | | nach Bebra                                                 | nach Bebra                                                 |
| ehemalige Blockstelle | 3,88 | Höpfen (Bk)                                                | 258,50 m                                                   |
| Tunnel | 6,19 | Förthaer Tunnel (549 m)                                    | Förthaer Tunnel (549 m)                                    |
| | |                                                            |                                                            |
| Bahnhof | 7,91 | Förtha (Kr Eisenach) bis 1946: Epichnellen (Wilhelmsthal)  | 301,19 m                                                   |
| | |                                                            |                                                            |
| Abzweig geradeaus, ehemals nach rechts und ehemals von rechts | | nach und von Gerstungen                                    | nach und von Gerstungen                                    |
| Bahnhof | 13,12 | Marksuhl                                                   | 291,68 m                                                   |
| Haltepunkt / Haltestelle | 17,03 | Ettenhausen                                                | 280,22 m                                                   |
| Bahnhof | 20,01 | Oberrohn                                                   | 264,93 m                                                   |
| Brücke über Wasserlauf | | Werra (66 m)                                               | Werra (66 m)                                               |
| Abzweig geradeaus und ehemals nach rechts | | nach Vacha                                                 | nach Vacha                                                 |
| ehemalige Blockstelle | 24,49 | Posten Leimbach-Kaiseroda (bis 2011)                       | Posten Leimbach-Kaiseroda (bis 2011)                       |
| Abzweig geradeaus und von rechts | | von Vacha                                                  | von Vacha                                                  |
| Abzweig geradeaus und von rechts | | von Güterzentrum Merkers                                   | von Güterzentrum Merkers                                   |
| Bahnhof | 26,74 | Bad Salzungen                                              | 241,94 m                                                   |
| Bahnhof | 31,29 | Immelborn (Keilbahnhof)                                    | 249,03 m                                                   |
| Abzweig geradeaus und nach links | | nach Bad Liebenstein                                       | nach Bad Liebenstein                                       |
| Haltepunkt / Haltestelle | 36,85 | Breitungen (Werra) (bis 2000 Bf)                           | Breitungen (Werra) (bis 2000 Bf)                           |
| Abzweig geradeaus und ehemals von links | | Trusebahn nach Trusetal (Schmalspur)                       | Trusebahn nach Trusetal (Schmalspur)                       |
| Bahnhof | 41,35 | Wernshausen (Keilbahnhof)                                  | 257,71 m                                                   |
| Abzweig geradeaus und nach links | | nach Zella-Mehlis                                          | nach Zella-Mehlis                                          |
| Haltepunkt / Haltestelle | 44,99 | Schwallungen                                               | 264,16 m                                                   |
| Haltepunkt / Haltestelle | 48,52 | Wasungen (+Bk)                                             | 277,42 m                                                   |
| Brücke über Wasserlauf | | Werra (80 m)                                               | Werra (80 m)                                               |
| Bahnhof | 54,94 | Walldorf (Werra)                                           | 280,80 m                                                   |
| Abzweig geradeaus und ehemals nach links | 56,5 | Kohleverladung (bis 1991)                                  | Kohleverladung (bis 1991)                                  |
| Bahnhof | 60,59 | Meiningen                                                  | 299,19 m                                                   |
| Abzweig geradeaus und nach rechts | | nach Ritschenhausen                                        | nach Ritschenhausen                                        |
| Haltepunkt / Haltestelle | 65,14 | Untermaßfeld                                               | 302,20 m                                                   |
| Abzweig geradeaus und von rechts | | von Ritschenhausen                                         | von Ritschenhausen                                         |
| Bahnhof | 67,79 | Grimmenthal                                                | 301,90 m                                                   |
| Abzweig geradeaus und nach links | | nach Zella-Mehlis                                          | nach Zella-Mehlis                                          |
| Strecke mit Straßenbrücke | | Talbrücke Werratal (Bundesautobahn 71)                     | Talbrücke Werratal (Bundesautobahn 71)                     |
| Haltepunkt / Haltestelle | 74,24 | Vachdorf                                                   | 316,53 m                                                   |
| Bahnhof | 81,26 | Themar                                                     | 330,81 m                                                   |
| Abzweig geradeaus und nach links | | nach Plaue                                                 | nach Plaue                                                 |
| Haltepunkt / Haltestelle | 87,18 | Reurieth                                                   | 368,65 m                                                   |
| Brücke über Wasserlauf | | Werra                                                      | Werra                                                      |
| Bahnhof | 93,28 | Hildburghausen                                             | 372,00 m                                                   |
| Abzweig geradeaus und ehemals nach rechts | | nach Lindenau (Schmalspur)                                 | nach Lindenau (Schmalspur)                                 |
| Brücke über Wasserlauf | | Werra                                                      | Werra                                                      |
| Bahnhof | 100,73 | Veilsdorf                                                  | 391,14 m                                                   |
| Haltepunkt / Haltestelle | 104,53 | Harras                                                     | 414,70 m                                                   |
| Strecke mit Straßenbrücke | | Talbrücke Werratal (Bundesautobahn 73)                     | Talbrücke Werratal (Bundesautobahn 73)                     |
| Brücke über Wasserlauf | | Werrabrücke                                                | Werrabrücke                                                |
| Abzweig geradeaus und ehemals von links | | nach Schönbrunn (Schmalspur)                               | nach Schönbrunn (Schmalspur)                               |
| Bahnhof | 108,29 | Eisfeld                                                    | 438,66 m                                                   |
| Abzweig ehemals geradeaus und nach links | | nach Sonneberg                                             | nach Sonneberg                                             |
| | |                                                            |                                                            |
| Grenze (Strecke außer Betrieb) | | Landesgrenze Thüringen / Bayern ehem. Innerdeutsche Grenze | Landesgrenze Thüringen / Bayern ehem. Innerdeutsche Grenze |
| | |                                                            |                                                            |
| Haltepunkt / Haltestelle (Strecke außer Betrieb) | 114,68 | Görsdorf                                                   | 402,20 m                                                   |
| Haltepunkt / Haltestelle (Strecke außer Betrieb) | 119,64 | Tiefenlauter                                               | 378,25 m                                                   |
| Dienststation / Betriebs- oder Güterbahnhof (Strecke außer Betrieb) | 125,14 | Esbach                                                     | 331,00 m                                                   |
| Abzweig ehemals geradeaus und von links | | von Sonneberg                                              | von Sonneberg                                              |
| Abzweig geradeaus und von rechts | | von Bad Rodach                                             | von Bad Rodach                                             |
| Bahnhof | 130,11 | Coburg                                                     | 295,38 m                                                   |
| Dienststation / Betriebs- oder Güterbahnhof | 131,80 | Coburg Gbf                                                 | 290,40 m                                                   |
| Brücke über Wasserlauf | | Itz                                                        | Itz                                                        |
| Bahnhof | 134,77 | Creidlitz (ab 1900)                                        | 286,87 m                                                   |
| Abzweig geradeaus und ehemals nach rechts | | Itzgrundbahn nach Rossach                                  | Itzgrundbahn nach Rossach                                  |
| ehemaliger Haltepunkt / Haltestelle | 135,4 | Niederfüllbach (bis 1900)                                  | Niederfüllbach (bis 1900)                                  |
| Abzweig geradeaus und nach rechts | 135,6 | Verbindungskurve Niederfüllbach                            | Verbindungskurve Niederfüllbach                            |
| Kreuzung geradeaus unten | 136,6 | Füllbachtalbrücke (NBS Ebensfeld–Erfurt)                   | Füllbachtalbrücke (NBS Ebensfeld–Erfurt)                   |
| Haltepunkt / Haltestelle | 138,07 | Grub am Forst                                              | 303,99 m                                                   |
| Strecke mit Straßenbrücke | 139,8 | Füllbachtalbrücke (Bundesautobahn 73)                      | Füllbachtalbrücke (Bundesautobahn 73)                      |
| Bahnhof | 141,15 | Ebersdorf (b Coburg)                                       | 323,31 m                                                   |
| Abzweig geradeaus und ehemals nach links | | nach Neustadt (b Coburg)                                   | nach Neustadt (b Coburg)                                   |
| Dienststation / Betriebs- oder Güterbahnhof | 145,60 | Seehof                                                     | 285,45 m                                                   |
| Haltepunkt / Haltestelle | 148,25 | Schney                                                     | 276,45 m                                                   |
| Brücke über Wasserlauf | | Main                                                       | Main                                                       |
| Abzweig geradeaus und von links | | von Hof Hbf                                                | von Hof Hbf                                                |
| Bahnhof | 150,90 | Lichtenfels                                                | 263,00 m                                                   |
| Strecke | | nach Bamberg                                               | nach Bamberg                                               |

Die Bahnstrecke Eisenach–Lichtenfels ist eine eingleisige Hauptbahn in Thüringen und Bayern, die ursprünglich von der Werra-Eisenbahn-Gesellschaft erbaut und betrieben wurde. Sie führt von Eisenach entlang der Werra über Meiningen, Eisfeld und Coburg nach Lichtenfels, der Abschnitt Eisfeld–Coburg ist nicht mehr in Betrieb. Aufgrund des Verlaufs und der erbauenden Gesellschaft trägt sie auch den Namen Werrabahn. Im Abschnitt von Coburg bis Lichtenfels ist die Strecke elektrifiziert.

## Geschichte

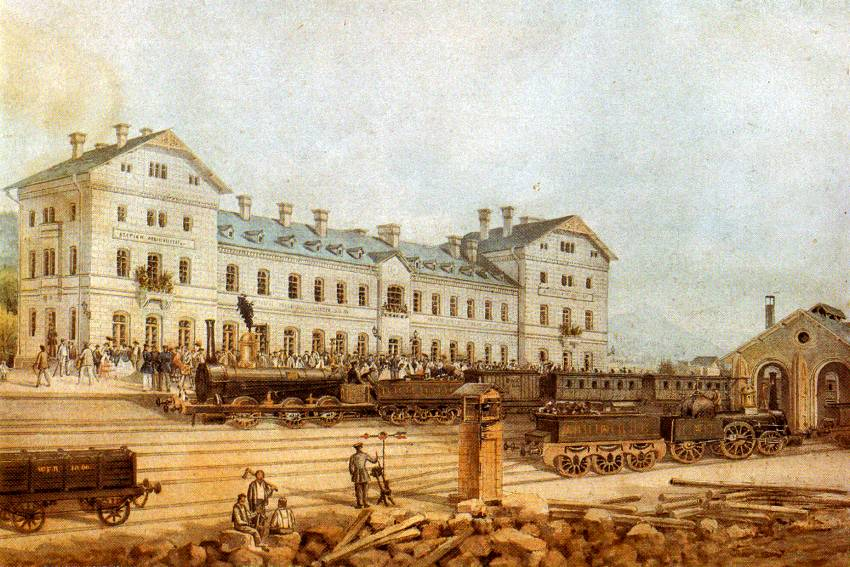
Der Bahnhof Meiningen im Jahr 1859

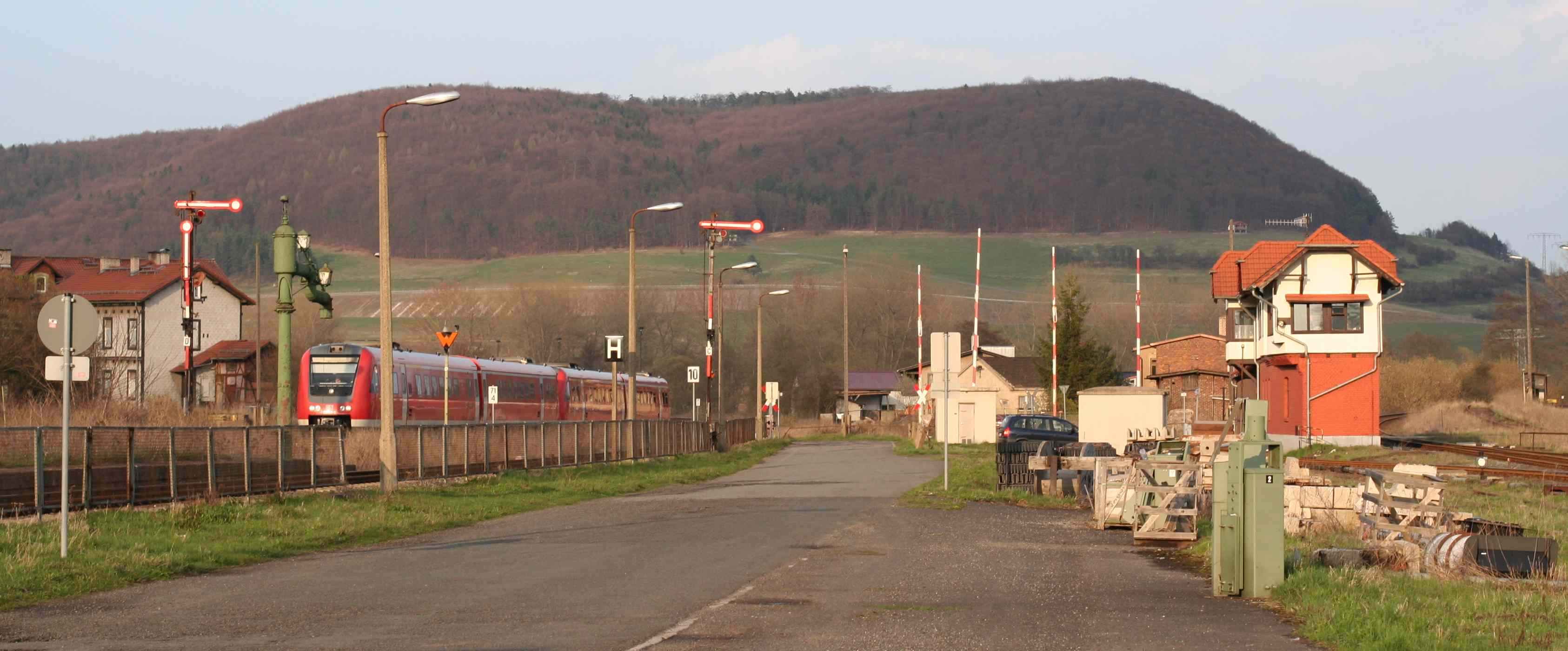
Bahnhof Grimmenthal, Stellwerk Go

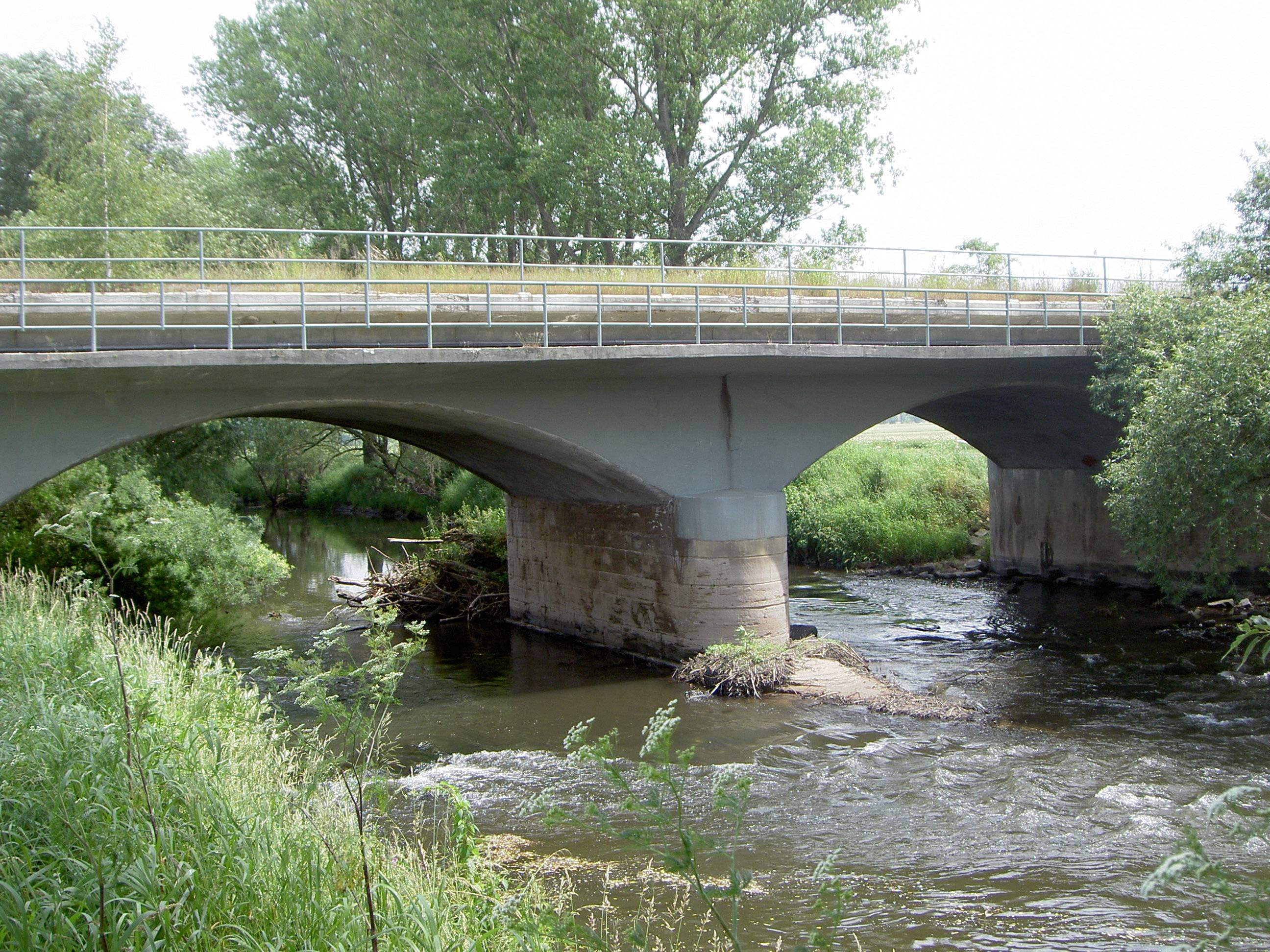
Werrabrücke bei Bad Salzungen

### 1856 bis 1895
1841 schlossen das Großherzogtum Sachsen-Weimar-Eisenach und die Herzogtümer Sachsen-Coburg und Gotha sowie Sachsen-Meiningen einen Staatsvertrag zur Errichtung einer Bahnstrecke von Eisenach nach Coburg. 1845 wurde mit dem Königreich Bayern die Vereinbarung über die Anbindung der Werrabahn an die Ludwig-Süd-Nord-Bahn in Lichtenfels getroffen, und schließlich erhielt 1855 die neu gegründete Werra-Eisenbahn-Gesellschaft die Konzession zum Bau und Betrieb der Strecke.
Am 18. Februar 1856 folgte in Grimmelshausen bei Themar der erste Spatenstich. Schon am 1. November 1858 konnte die gesamte Strecke zwischen Eisenach und Coburg mit einer Länge von 130,1 km feierlich eingeweiht werden. Es entstanden 17 Empfangsgebäude, 10 Lokschuppen, eine Betriebswerkstätte, 22 Wohnhäuser für Bahnbeamte, 128 Bahnwärterhäuschen, 179 Wegübergänge, 63 Unter- und Überführungen, 31 Brücken und ein Tunnel bei Förtha. Es waren bis zu 8470 Arbeiter (Juni 1858) mit dem Bahnbau beschäftigt.
Der reguläre Zugverkehr begann am 2. November 1858 mit 24 Lokomotiven und 367 Waggons. Die restliche Strecke mit 30 km Länge bis Lichtenfels wurde im Januar 1859 in Betrieb genommen. Sämtliche Kunstbauten waren von vornherein für den zweigleisigen Betrieb ausgelegt worden. Der zweigleisige Ausbau wurde aber nur 1910 auf der Strecke durch den Thüringer Wald von Eisenach nach Bad Salzungen (26,7 km), sowie zwischen Schwallungen und Wasungen (3,5 km), Meiningen und Grimmenthal (7,1 km) sowie Coburg und Creidlitz (4,6 km) durchgeführt. Aus der Betriebswerkstätte entstand 1863 für die Werrabahn die Eisenbahn-Reparaturwerkstätte, die noch heute als Bahnbetriebswerk Meiningen existiert.

### 1895 bis 1949
Alle Strecken der Werra-Eisenbahn-Gesellschaft gingen am 1. Oktober 1895 für 25 Millionen Mark in preußisches Staatseigentum über. Bis 1945 gehörte die Werrabahn zur Reichsbahndirektion Erfurt, die in Meiningen eine Betriebs-, Verkehrs- und Maschineninspektion einrichtete. Das zweite Streckengleis zwischen Eisenach und Bad Salzungen, Schwallungen und Wasungen sowie Meiningen und Grimmenthal wurde bis 1948 als Reparationsleistung für die Sowjetunion demontiert. Im Personen- und Güterverkehr hatte die Nebenfernstrecke insbesondere für Franken inklusive des heute im Freistaat Thüringen liegenden fränkisch geprägten Südthüringen eine große Bedeutung. Im Kursbuch der Deutschen Reichsbahn-Gesellschaft hatte die Strecke die Nummer 165.
Am 8. April 1945 wurde nach Sprengungen von Brücken in Eisfeld der Bahnbetrieb eingestellt. Durch die Grenzziehung erfolgte auf dem Abschnitt zwischen Eisfeld und dem schon auf bayerischen Gebiet liegenden Bahnhof Görsdorf keine Betriebsaufnahme mehr. Die Streckenstilllegung erfolgte aufgrund einer baufälligen Unterführung für den Abschnitt zwischen Görsdorf und Tiefenlauter am 30. August 1949. Der Personenverkehr wurde für das Lautertal mit einer Buslinie bis Rottenbach durchgeführt. Der Güterverkehr nach Tiefenlauter wurde aber bis zum 1. Juli 1976 aufrechterhalten, bis zum 6. April 1977 wurden die Gleise abgebaut.
Drei Bögen der Brücke über den Main bei Schney waren am 10. April 1945 gesprengt worden. Bis Oktober 1945 erfolgte eine provisorische Instandsetzung mit einem Behelfsüberbau, der von Zügen nur mit 20 km/h befahren werden durfte. Erst Anfang 1969 wurde die Konstruktion durch einen 130 Meter langen Neubau ersetzt.

### 1949 bis 1990
Der Streckenabschnitt zwischen Coburg-Nord (Dörfles-Esbach) und der innerdeutschen Grenze wurde ab 30. Juni 1976 durch die Deutsche Bundesbahn außer Betrieb genommen. Schon vor 1989 wurden die Grundstücke verkauft und in Lautertal und Dörfles-Esbach abschnittsweise bebaut, weshalb eine Wiederherstellung der Strecke auf der früheren Trasse nicht möglich ist. (Mit dem Verkauf der Grundstücke wurde auch der Fachplanungsvorbehalt aufgegeben.)
Auf der Teilstrecke Coburg–Lichtenfels wurde am 5. Oktober 1950 der elektrische Zugbetrieb aufgenommen. Es handelte sich um eines der ersten Elektrifizierungsvorhaben nach dem Krieg. Es sollte die Verbundenheit zwischen dem Freistaat Bayern und dem 1920 mit ihm vereinigten Coburger Land demonstrieren. 1975 wurde die Elektrifizierung nach Neustadt bei Coburg verlängert, und seit 1991 fahren die Züge mit Elektrolokomotiven nach Sonneberg (siehe Bahnstrecke Coburg–Ernstthal am Rennsteig).
Die Strecke Neustadt–Coburg–Lichtenfels hatte im Kursbuch der Deutschen Bundesbahn bis 1970 die Streckennummer 419b, danach bis Dezember die 830 und seitdem die 820, während bei der Deutschen Reichsbahn die Strecke Eisenach–Meiningen–Eisfeld die Nummer 190 trug. 1968 wurde die Streckennummer auf 630 geändert, ab 1990 galt diese nur noch zwischen Eisenach und Meiningen, für den Abschnitt von Meiningen über Eisfeld nach Sonneberg die 633.

### Ab 1990
Im aktuellen Kursbuch der Deutschen Bahn haben der Streckenabschnitt Eisenach–Meiningen die Nummer 575 und der Streckenabschnitt Meiningen–Eisfeld–Sonneberg die Nummer 569. Die gesamte Werrabahn ist der Streckennummer 6311 zugeordnet (der südliche Teil war bis zur Wiedervereinigung als 5120 eingeordnet).

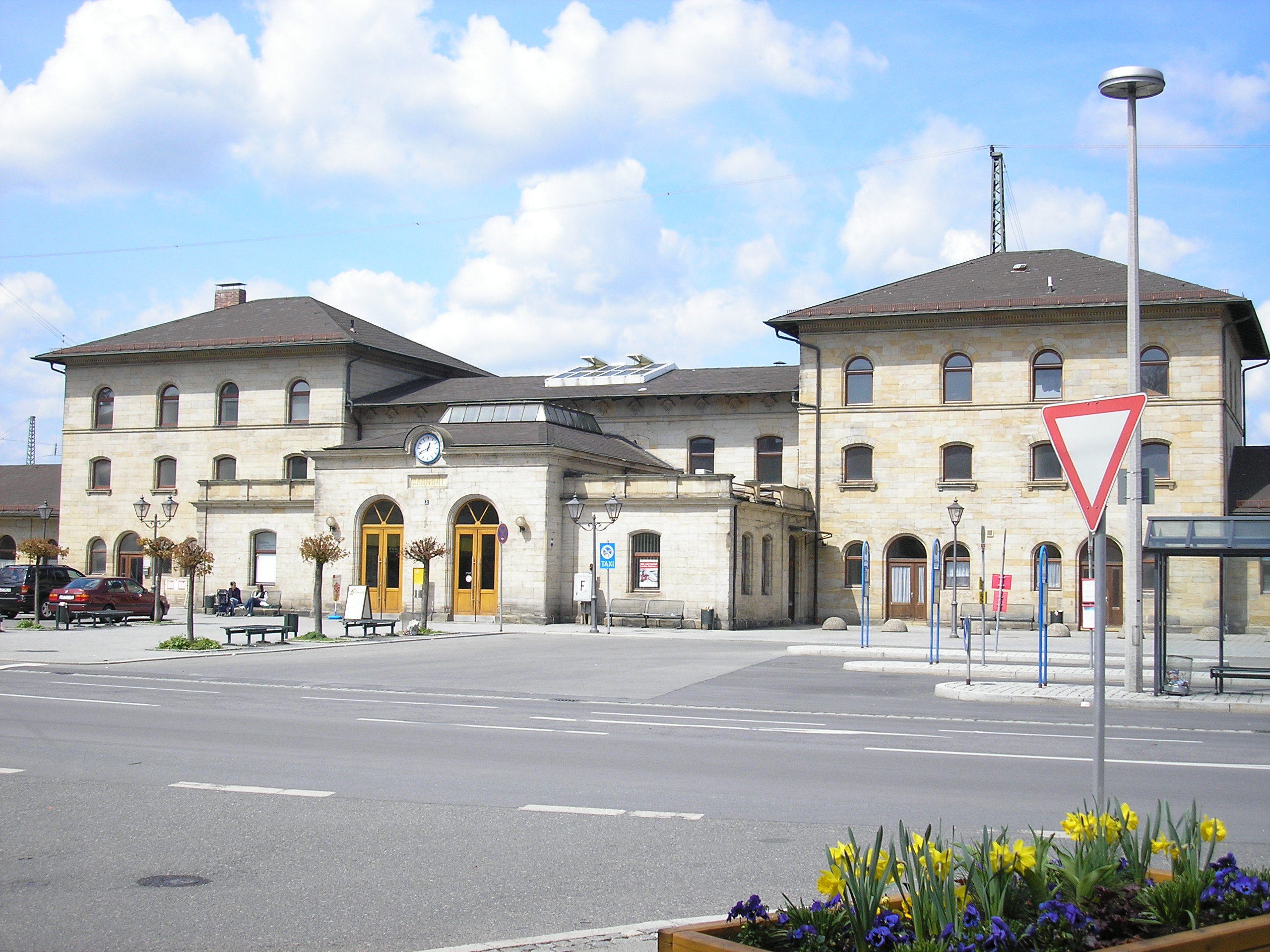
Bahnhof von Lichtenfels

Zum 150. Jubiläum der Eröffnung der Werrabahn fand am 2. November 2008 im Bahnhof Meiningen ein großes Bahnhofsfest und diesbezüglich die Enthüllung einer Gedenktafel am Empfangsgebäude statt.
Für die Herstellung der Anbindung an die Neubaustrecke wurde die Strecke im Raum Coburg vom 9. bis 29. Januar 2017 gesperrt. Dabei wurde zwischen dem Bahnübergang Creidlitz und der neuen Überführung Sandweg auf 800 Metern ein 2. Gleis und eine Weiche gebaut. Abschließend soll das Elektronische Stellwerk Creidlitz in Betrieb genommen werden. Für eine Teilerneuerung der Strecke im Zuge der Anbindung an das Projekt VDE 8 wurde die Strecke vom 3. bis 18. Juni 2017 im Raum Coburg voll gesperrt.
Am Bahnhof Creidlitz soll für zehn Millionen Euro eine Unterführung an Stelle eines Bahnübergangs entstehen, um lange Schrankenschließzeiten (infolge alter Sicherungstechnik) zu vermeiden. Dafür soll ein Planfeststellungsverfahren eingeleitet werden. Die Planfeststellungsunterlagen sollen Ende März 2017 eingereicht werden. Gegen den Bebauungsplan, in dessen Rahmen die Unterführung entstehen soll, ist eine Klage anhängig.
Für den heute eingleisigen Bereich südlich des Coburger Personenbahnhofs wird ein zweigleisiger Ausbau erwogen. Die parallel zur Bahnstrecke verlaufende Bundesstraße 4 soll allerdings entlang des Güterbahnhofes ebenfalls ausgebaut werden.
Seit Gründung der Deutschen Bahn, 1994, wurde kein Antrag auf Freistellung von Bahnbetriebszwecken gestellt. Zwischen 2009 und 2014 wurden am Bahnhof Eisfeld verschiedene Grundstücke außerhalb des Streckenbandes verkauft. Das Eisenbahn-Bundesamt geht davon aus, dass außer in Lautertal die gesamte Strecke noch dem Fachplanungsvorbehalt unterliegt. Für drei Flurstücke stellte die Stadt Eisfeld im März 2020 einen Antrag auf Freistellung von Bahnbetriebszwecken. Eine notwendige Überarbeitung des Antrags durch die Stadt steht noch aus (Stand: November 2020). Im Herbst 2019 war bekannt geworden, dass die Stadt auf einer Länge von mehr als 200 m die Verlegung einer Kreisstraße in die Lage der Bahnstrecke veranlasst hatte. Nach Auffassung des Eisenbahn-Bundesamtes wurde über diese Verlegung kein Benehmen hergestellt, der Fachplanungsvorbehalt besteht weiter.
In den Jahren 2018 und 2019 fanden ein Umbau und eine umfangreiche Modernisierung inklusive der Errichtung eines Elektronischen Stellwerks (ESTW-Z) mit regionaler Bedienzentrale (RBZ) im Bahnhof Meiningen statt. Dies erforderte Ende 2019 eine zehnwöchige komplette Sperrung des Bahnhofs und somit Unterbrechung der Bahnstrecke.
Im Zuge des so genannten „Schnellläuferprogramms“ der Digitalen Schiene Deutschland wurde die Ausrüstung der Strecke zwischen Lichtenfels und Sonneberg mit neuer Stellwerkstechnik im Dezember 2020 direkt an Alstom beauftragt. Bis Ende 2023 sollen die Stellwerke auf dem Streckenabschnitt durch ein Digitales Stellwerk ersetzt werden. Neben dem Stellwerk in Coburg sind fünf „Technikmodule“ vorgesehen. Es ist das erste Digitale Stellwerk des Herstellers Alstom in Deutschland. Auf dieser Grundlage soll der Streckenabschnitt später mit ETCS Level 2 ausgerüstet werden.

## Betrieb

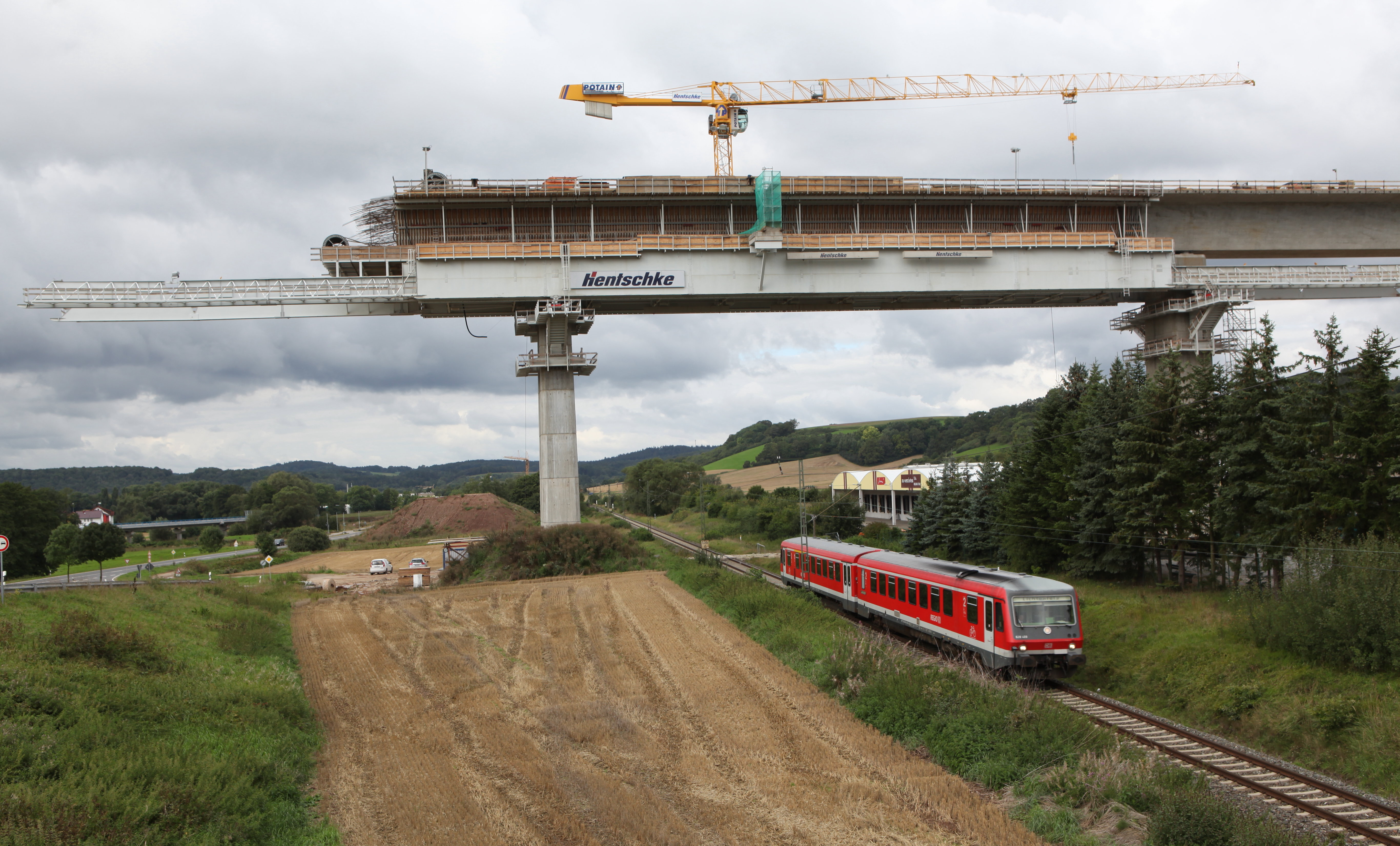
km 136,6: Füllbachtalbrücke der Schnellfahrstrecke Nürnberg–Erfurt

1858 benötigten die Personenzüge für die 130 km zwischen Eisenach und Coburg ungefähr vier Stunden, 1934 der Schnellzug von Eger über Bayreuth und Lichtenfels nach Eisenach zwei Stunden und zehn Minuten. 1939 befuhren werktags ein Schnellzug, zwei Eilzüge und fünf Personenzüge die Strecke. Des Weiteren fuhr auf dem Streckenabschnitt Grimmenthal–Meiningen der Schnellzug Berlin–Stuttgart, der in Meiningen „Kopf machte“.
In den Jahren nach dem Zweiten Weltkrieg verblieb mit Ausnahme des Abschnitts Meiningen–Grimmenthal und des Eilzuges Bad Liebenstein–Leipzig kein hochwertiger Reisezugverkehr auf der Werrabahn, abgesehen von dem Abschnitt zwischen Eisenach und Förtha, der ab 1963 zusammen mit der Bahnstrecke Förtha–Gerstungen von grenzüberschreitenden Zügen in Richtung Bebra befahren wurde. Das nach 1945 demontierte zweite Streckengleis wurde dazu zwischen Eisenach und Förtha Anfang der 1960er Jahre wieder hergestellt. 1996 wurde der zweigleisige Betrieb eingestellt. Auf dem kurzen Teilstück zwischen Meiningen und Grimmenthal fuhren täglich mehrere Schnellzüge mit den Zielen Erfurt, Berlin, Leipzig, Halle (Saale), Dresden, Görlitz und Stralsund, die hinter Grimmenthal von der Werrabahn auf die Bahnstrecke nach Erfurt wechselten. Darunter befanden sich die Städteschnellverkehr-Verbindung Meiningen–Berlin und seit 1976 auch der bekannte Städteexpress „Rennsteig“ Meiningen–Berlin. In den letzten Jahren der DDR fuhr täglich ein Eilzug von Bad Salzungen über Eisenach nach Zwickau. Auf dem anderen Stück der Werrabahn fuhr montags der Bauarbeiter-Schnellzug meist kurz nach 0:00 ab Bad Salzungen über Meiningen und Erfurt nach Berlin.

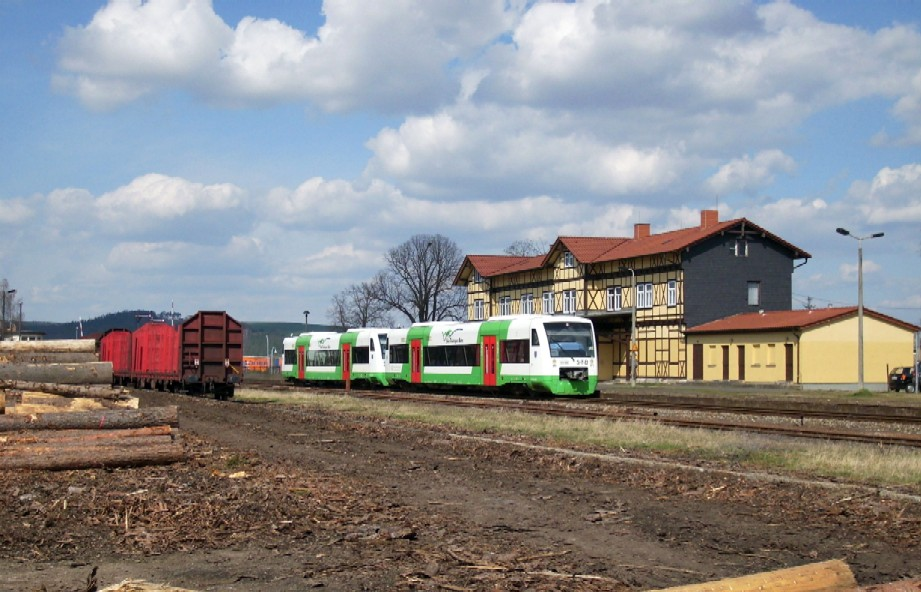
Bahnhof Immelborn

Heute fährt die Süd-Thüringen-Bahn GmbH im Stundentakt mit Triebwagen von Eisenach in zwei Stunden nach Eisfeld, 1990 dauerte dies mindestens zwei Stunden und 45 Minuten, hingegen 1934 nur eine Stunde und 50 Minuten bei 108 km Fahrdistanz. Zwischen Lichtenfels und Coburg, weiter nach Sonneberg, fahren im Zweistundentakt Züge des „Franken-Thüringen-Express“ der Deutschen Bahn. Des Weiteren verkehren stündlich Züge der Agilis Verkehrsgesellschaft zwischen Lichtenfels und Coburg. Von Meiningen bis Grimmenthal fahren die Regionalbahnlinie RB 44 und die Expresslinie RE 50 (bis Dezember 2017 DB Regio RE 44) der Süd-Thüringen-Bahn, die ab Grimmenthal auf der Bahnstrecke Neudietendorf–Ritschenhausen Richtung Erfurt verkehren. Des Weiteren bestehen in den Bahnhöfen Meiningen und Grimmenthal Umsteigemöglichkeiten Richtung Schweinfurt.
Um die Jahrtausendwende wurde der Interregio „Rennsteig“ (IR 2000) aufgrund von Bauarbeiten planmäßig über die Werrabahn zwischen Eisenach und Meiningen umgeleitet.
Im Güterverkehr wird der Knoten Bad Salzungen von Eisenach werktags von Güterzügen bedient. Regelmäßig verkehren Ganzzüge für den Holztransport ab Themar und Schleusingen über Meiningen nach Eisenach. Auch in Bad Salzungen, Immelborn und Walldorf/Werra wird Holz verladen. Ein Gashändler in Ritschenhausen hinter Meiningen erhält mehrfach in der Woche Gaswagen. In Immelborn wird zudem regelmäßig Kies verladen.
Zwischen Eisenach und Vacha über Bad Salzungen verkehren zumeist Leerwagenzüge.

## Anschluss an Neubaustrecke und Lückenschluss
In der frühen Planung der Schnellfahrstrecke Ebensfeld–Erfurt war eine Verbindung der Werrabahn mit der Neubaustrecke, zwischen Grümpen und Rauenstein, in Erwägung gezogen worden. Der Aufwand von wenigstens 150 Millionen Euro wurde dabei als zu hoch eingestuft, die Planungen daher nicht weiter verfolgt. Gemäß Planfeststellungsbeschluss von 1995 für die Neubaustrecke Ebensfeld–Erfurt ist eine Anbindungsmöglichkeit der Werrabahn planerisch berücksichtigt und jederzeit nach Fertigstellung der Neubaustrecke realisierbar. Allerdings wurde diese von der Gemeinde Grümpen 1993 abgelehnt.
Für den Lückenschluss zwischen Eisfeld und Coburg sahen sich oberfränkische Politiker durch die Initiative von Pro Bahn bestärkt, im Herbst 2008 eine Machbarkeitsstudie für rund 50.000 Euro in Auftrag zu geben. Auch der damalige Bahnchef Mehdorn stand der Idee eines solchen Lückenschlusses positiv gegenüber, verwies aber auf die Zuständigkeit der Länder. Die Trasse der 1977 abgebauten Strecke ist in Dörfles-Esbach überbaut. Dieser Bereich kann nach Aussagen von Pro Bahn Coburg/Südthüringen mit Hilfe der neuen Verbindungskurve zur Einschleifung des ICE nach Coburg relativ einfach umfahren werden. In Lautertal ist die Trasse an zwei Stellen mit insgesamt fünf Häusern überbaut. Diese Häuser könnten durch ein leichtes Verschwenken der Trasse in Richtung Osten umfahren werden. Während Fachleute auf Thüringer Seite noch Ende 2008 davon ausgingen, dass etwa 60 Millionen Euro für die Reaktivierung des 17 km langen Streckenabschnittes ausreichten, bezifferte ein Gutachten Anfang 2009 die Kosten auf 103,4 Millionen Euro. Vom Freistaat Bayern werden diese Kosten jedoch vor allem wegen der fehlenden Elektrifizierung als zu gering angesehen. Zusammen mit einem zu niedrigen prognostizierten Nachfragepotential, das nicht den Schwellenwert von 1000 Reisenden pro Tag erreicht, führte dies im Mai 2009 zu einer ablehnenden Haltung der beiden betroffenen Länder hinsichtlich der Streckenreaktivierung. Im nach der thüringischen Landtagswahl 2009 geschlossenen Koalitionsvertrag zwischen CDU und SPD haben sich die beiden Parteien geeinigt, zusammen mit der bayerischen Landesregierung bei der Bundesregierung für einen Lückenschluss zwischen Eisfeld und Coburg zu werben, sofern ein Gutachten Nachfrage und Wirtschaftlichkeit bestätigt.
Im März 2012 beauftragten die Industrie- und Handelskammern Coburg und Suhl die Erarbeitung einer Studie, die die Wirtschaftlichkeit einer neuen Verbindung zwischen Eisfeld und dem zukünftigen ICE-Halt Coburg untersuchen sollte. Die im Oktober 2012 veröffentlichte Studie stellt dar, dass sich der Lückenschluss lohne und diese Strecke schnellstmöglich in den Bundesverkehrswegeplan 2030 aufzunehmen sei. Die Thüringer Landesregierung folgte diesem Anliegen und meldete den Lückenschluss der Werrabahn zum Bundesverkehrswegeplan 2030 an. Die Ministerpräsidenten von Bayern und Thüringen, Horst Seehofer und Bodo Ramelow, befürworten die Reaktivierung. Als Alternative zur Reaktivierung der Strecke Eisfeld – Coburg wird ein Bahnlückenschluss zwischen Hildburghausen und Bad Rodach diskutiert.
In dem im Juni 2020 vorgelegten dritten Gutachterentwurf des Deutschland-Takts ist eine Reaktivierung unter dem Vorbehalt „der in Bayern üblichen Reaktivierungskriterien“ enthalten. Vorgesehen ist dabei ein zweistündlicher Verkehr mit zehnminütigen Übergängen in Coburg zum Regionalverkehr nach Nürnberg.

## Bauliche Besonderheiten
Der Ausfahrt in Eisenach folgt eine bis zu 1:50, abschnittsweise sogar 22,5 Promille steile Rampe in den Thüringer Wald, welche mit dem 549 m langen Förthaer Tunnel (ehemals bezeichnet als Epichnellener Tunnel) nach ungefähr 100 m Höhenunterschied endet. Danach fällt die Strecke langsam ins Werratal und folgt ab Bad Salzungen der Werra bis Eisfeld.
Hinter Eisfeld, auf einer Höhe von 437 m ü. NN, durchquert die Strecke die Langen Berge, ehe Coburg auf 295 m Höhe erreicht ist, dieser Abschnitt mit 22 km Länge ist infolge der Teilung Deutschlands nicht mehr in Betrieb.

## Erdfall Oberrohn
Zwischen Oberrohn und Bad Salzungen zwischen Kilometer 21,75 und 21,85 befindet sich eine Subrosionssenke. Dabei durchquert die Bahnstrecke, wie auch die benachbarte Kreisstraße K 98, ein sumpfiges Erdsenkungsgebiet. Aufgrund von Absackungen des Untergrundes ist dies seit mehreren Jahrzehnten problematisch. 2006–2013 befand sich hier eine etwa 200 Meter lange Langsamfahrstelle mit einer Höchstgeschwindigkeit von zunächst 30, später 20 km/h. Vom 2. September bis Weihnachten 2013 wurde die Strecke aufwändig und grundlegend saniert, wobei ein Schienenersatzverkehr eingerichtet wurde. Nach der Sanierung wurde die Fahrgeschwindigkeit von vormals 50 auf 70 km/h angehoben.
Bereits im Sommer 2014 wurde wegen erneuerter Absackungen eine neue Langsamfahrstelle von 30 km/h eingerichtet, welche ab dem 28. November auf 10 km/h reduziert wurde. Die Strecke wurde für eine Baugrunduntersuchung ab dem 5. Januar 2015 für den Zeitraum bis 8. Februar voll gesperrt. Im April 2015 hat sich der Zustand der Strecke im Senkungsgebiet (Kilometer 21,1 bis 21,9) soweit verschlechtert, dass der betroffene Abschnitt am 17. April 2015 erneut gesperrt werden musste. Der Unterbau der Gleise senkt sich mit einer Geschwindigkeit von einem Millimeter pro Tag. Ziel der folgenden Arbeiten war die Wiederherstellung der Befahrbarkeit für zumindest 10 km/h ab dem 10. Mai 2015. Die Sperrung wurde zunächst auf den 31. Mai, anschließend auf den 7. Juni 2015 verlängert. Vom 16. November bis 6. Dezember 2015 wurde die Strecke wegen Bauarbeiten an der Senkungsstelle wiederum gesperrt, ebenso am 14. Oktober 2017. Ein weiterer Vorfall ereignete sich am 26. Februar 2024, der erneut zu einer Sperrung zwischen Marksuhl und Bad Salzungen führte.

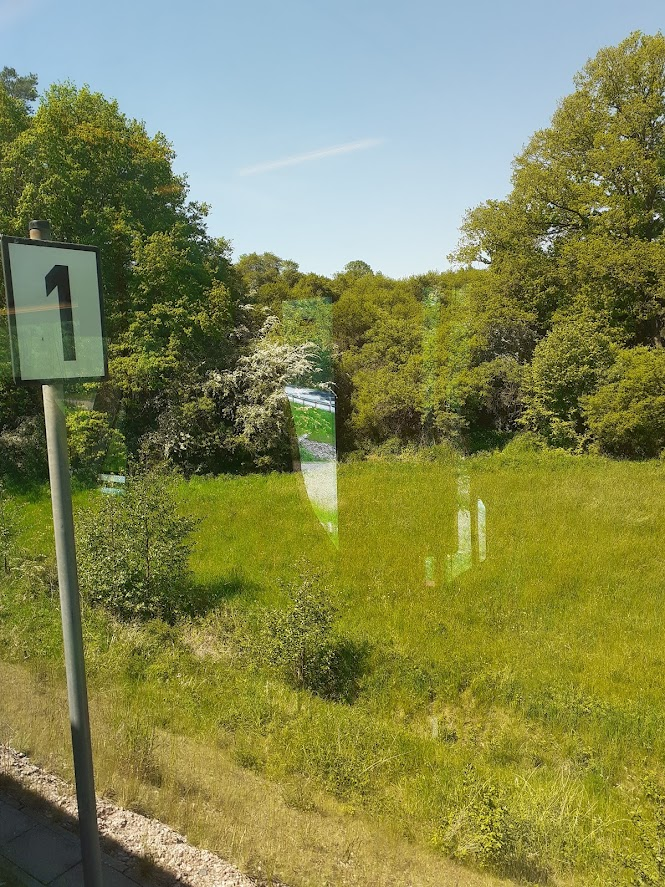
10 km/h Langsamfahrstelle
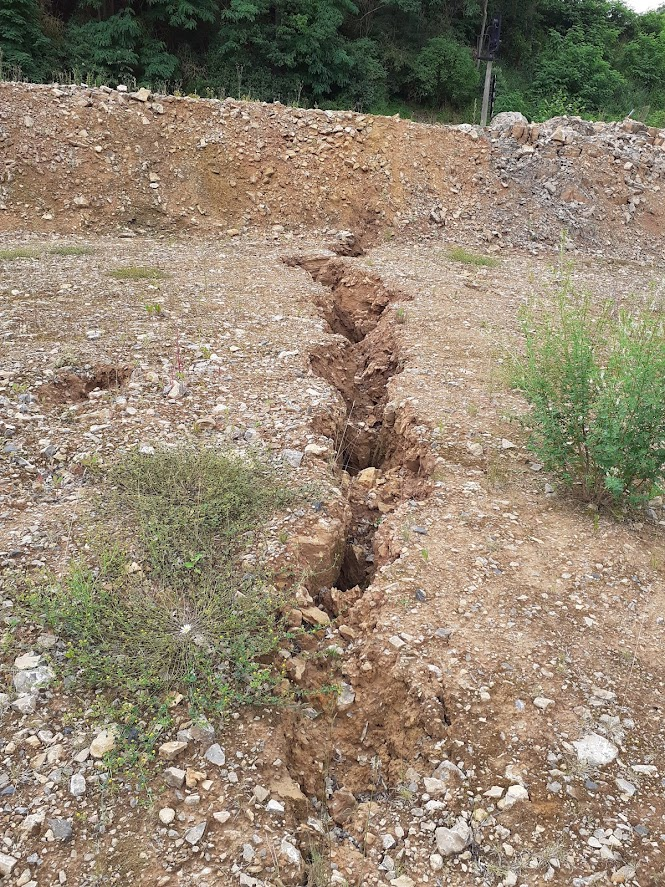
Detailansicht des Erdfalles unterhalb der Bahnstrecke im Sommer 2021
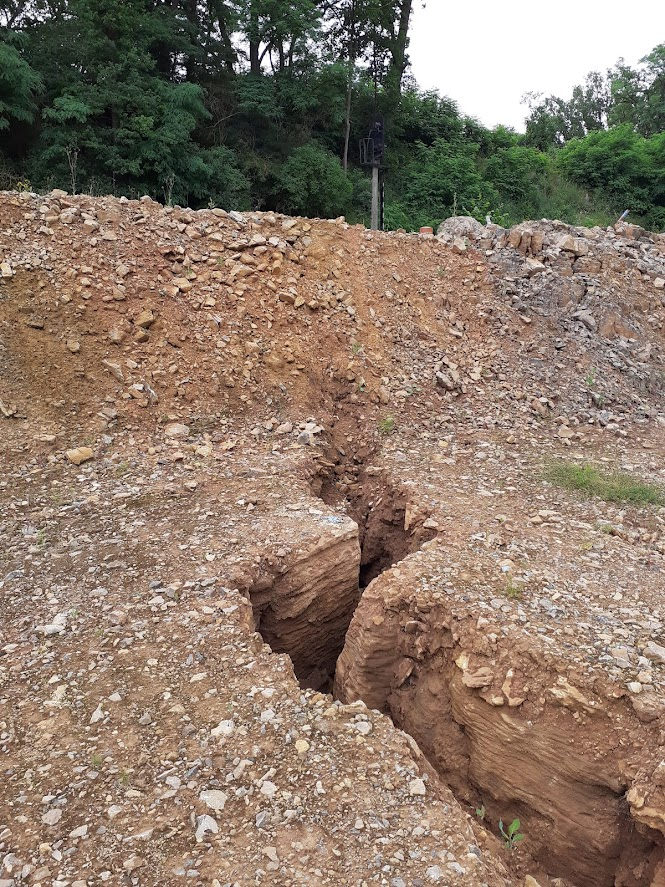
Detailansicht des Erdfalles unterhalb der Bahnstrecke im Sommer 2021
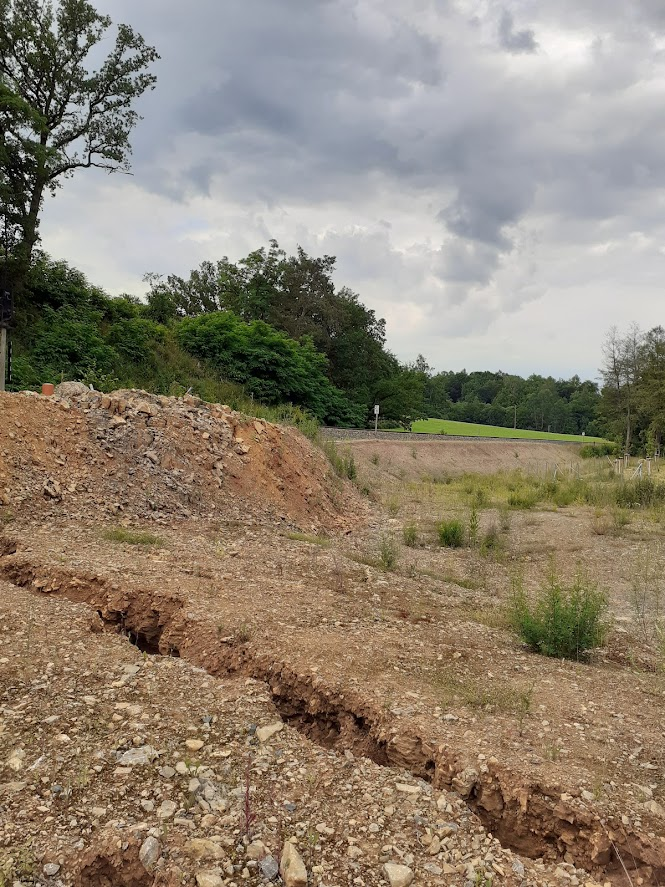
Detailansicht des Erdfalles unterhalb der Bahnstrecke im Sommer 2021

Die Deutsche Bahn begann mit Planungen zu einer Neutrassierung des betroffenen Abschnitts. 2024 wurde von vier möglichen Trassen eine Vorzugsvariante ausgewählt. Auch ein Ingenieurbauwerk zum Überbrücken der Stelle war in der Diskussion. Am 15. Februar 2025 berichtete die Südthüringer Zeitung von einem Vor-Ort-Termin mit dem neuen Infrastrukturminister Steffen Schütz.